# 376 km (obwód smoleński)
376 km (ros. 376 км) – przystanek kolejowy w pobliżu miejscowości Twiericy, w rejonie kardymowskim, w obwodzie smoleńskim, w Rosji. Leży na linii Moskwa - Mińsk - Brześć.